# Paseo Colón (San José)
El Paseo Colón es una importante vía de San José, Costa Rica perteneciente a la Avenida Central; que comienza al este de la La Sabana en la calle 42 y finaliza al noreste del Hospital San Juan de Dios en la calle 14, donde se convierte en un paso peatonal. Constituye la principal arteria en el casco occidental de la ciudad y, junto con la Avenida Segunda, es una ruta estratégica para atravesar San José. Es parte de y el inicio oeste de la Carretera Interamericana Sur (Ruta 2). 
A lo largo de su historia —y hasta la actualidad— se ha consolidado como uno de los principales ejes josefinos en el comercio, cultura, logística, manifestación, movilización y transporte público; conectando el centro de la ciudad con Mata Redonda.

## Historia

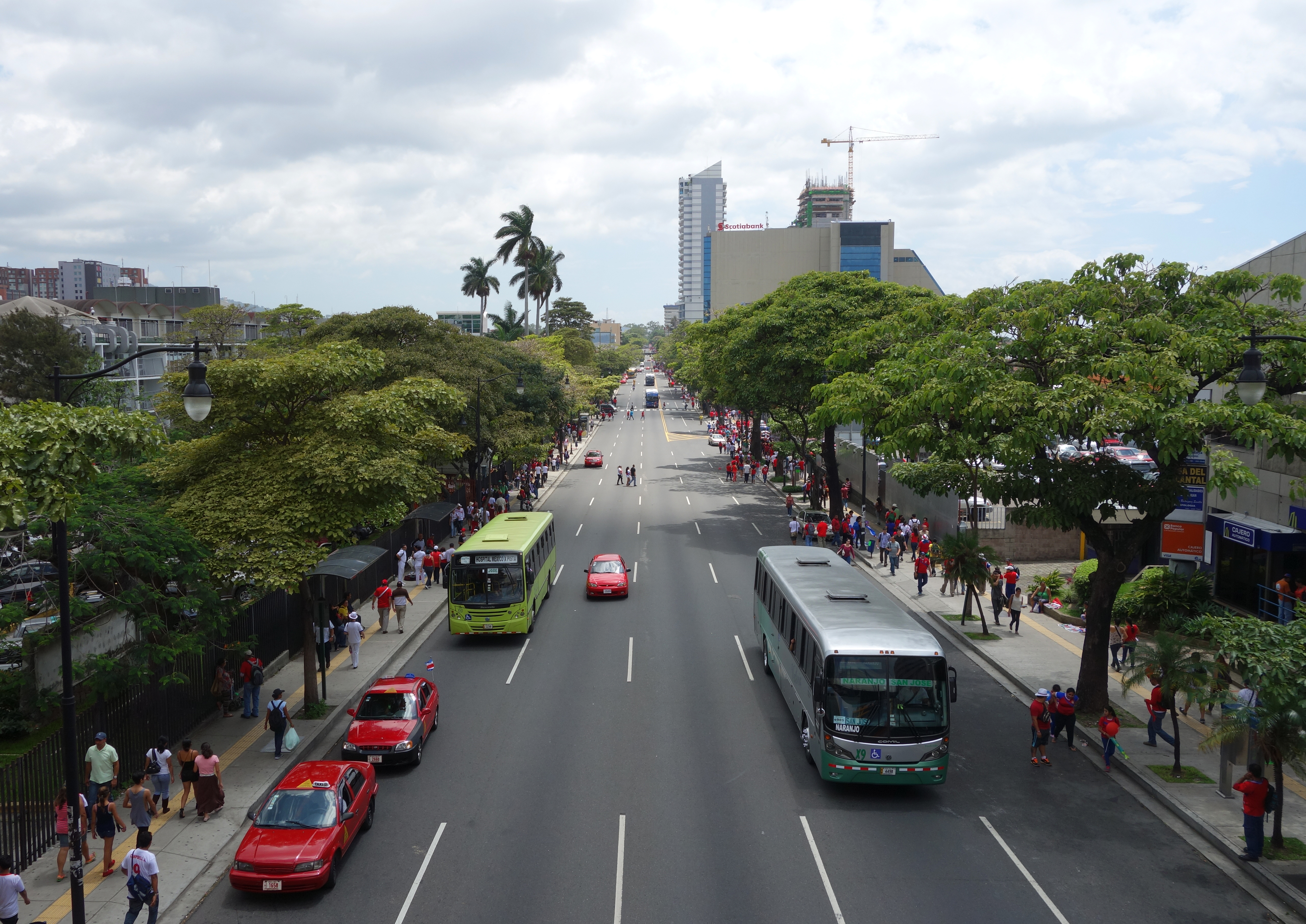
Vista hacia el oeste, en la intersección con calle 16.

El Paseo Colón nació a finales del siglo XIX como la calle de la Sabana, siendo desde sus inicios una valiosa ruta de conexión para el oeste de San José, que durante esas épocas era una zona en alto auge tras la construcción del Asilo Psiquiátrico Chapuí, la masiva inmigración polaca y el posterior establecimiento en el Parque Metropolitano La Sabana del Aeropuerto del Coco. Como tal, ya para 1893 el gobierno aprueba la inversión de 2500 pesos para la arbolización y ornato de la avenida, que desde ese momento se planeó como un paseo estético que sirviera de complemento al Parque de la Sabana, y permitiera una ágil movilización en el casco metropolitano josefino.
Ya para 1915, durante la administración González Flores y por sugerencia de Ricardo Fernández Guardia, se le bautiza con su nombre actual en honor a Cristóbal Colón. Asimismo la avenida sirve como ruta estratégica para el tranvía desde La Sabana hasta la Estación del Atlántico. Posteriormente, en 1932 se instala en el centro del paseo un obelisco de 10 metros en conmemoración a Colón, que sería desmantelado a mediados del siglo XX.
Finalmente, en 1950 con la desinstalación del tranvía eléctrico, el Paseo Colón toma su actual aspecto como una vital arteria vehicular, sirviendo como un eje estratégico para la movilización desde el sector oeste de San José.

## Importancia
En el Paseo Colón convergen una enorme gama de comercios y servicios, siendo sede para multitud de empresas y un punto financiero de carácter notable por su alto tráfico vehicular. Junto con la Avenida Segunda constituye una única arteria que atraviesa San José en el sentido poniente-naciente, sirviendo como nudo para el transporte público y la circulación en toda la ciudad.
Asimismo, es un espacio cultural esencial ya que en su amplia calzada se llevan a cabo multitudinarias actividades como el Festival de La Luz, el Carnaval de San José, el Tope Metropolitano, Chepejoven, multitud de maratones y gran cantidad de manifestaciones pacíficas.

### Sitios de interés

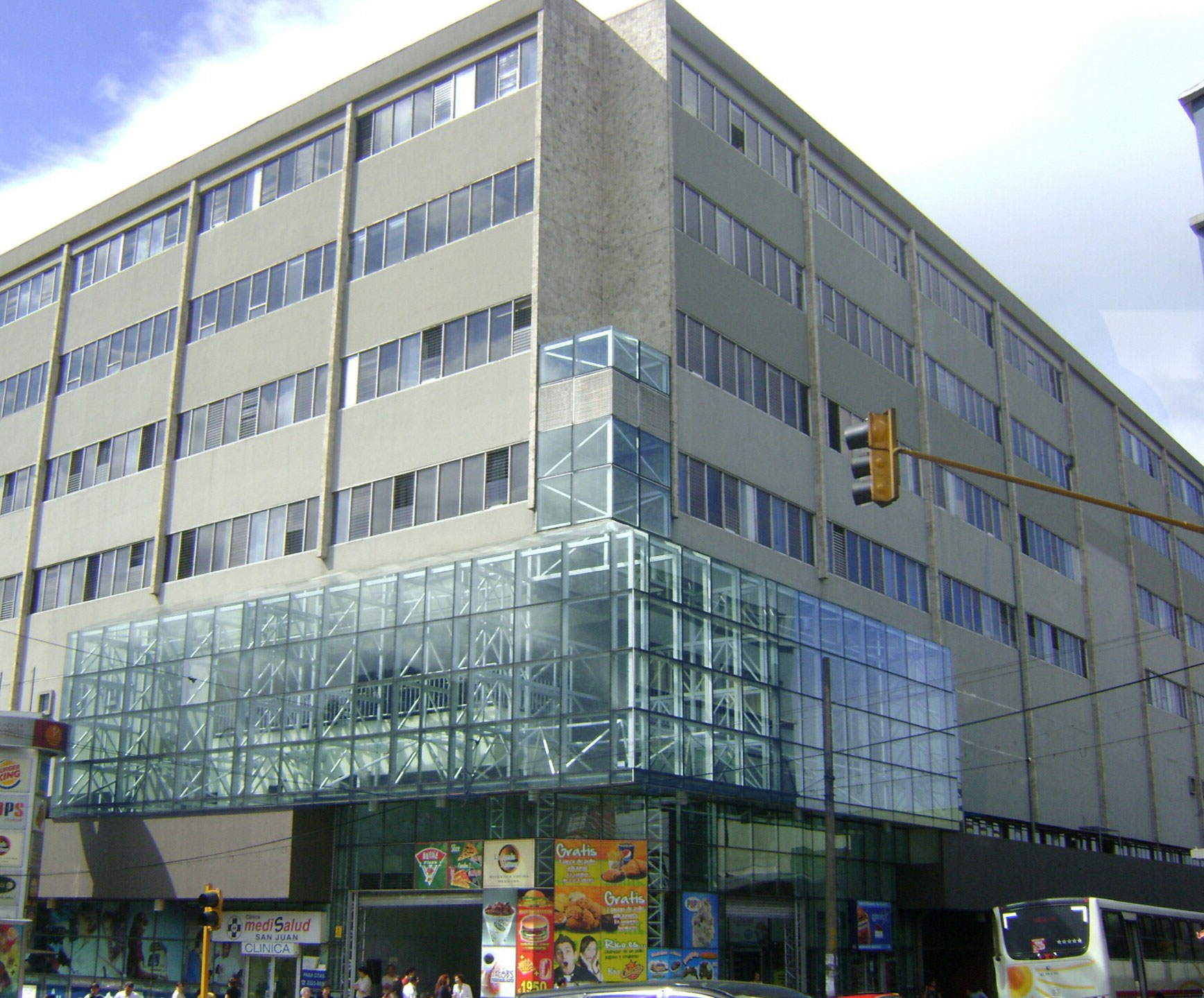
Ministerio de Educación Pública en el tramo oriental del paseo.

A lo largo del Paseo Colón se ubican numerosos puntos de interés para la ciudad de San José, como su hospital más antiguo e importante, el San Juan de Dios, así como el Hospital Nacional de Niños y la Biblioteca de la Seguridad Social (antiguo Asilo Chapuí). De igual manera, en la intersección con la calle 14 se ubica la sede central de Ministerio de Educación Pública en el Edificio Rofas.
También en la esquina sureste con la calle 28 se ubica la sede para Centroamérica de la Organización de las Naciones Unidas para la Educación, la Ciencia y la Cultura. Finalmente en las intersecciones con las calles 28 y 38, respectivamente, están situadas algunas embajadas.